# Luigi Mignacco
Luigi Mignacco (Génova, Italia, 27 de junio de 1960) es un guionista de cómics italiano.

## Biografía
Nacido en Génova y crecido en Cabella Ligure (Alessandria), Mignacco debutó en las páginas del semanal Lanciostory, en 1981. El año siguiente, a través del equipo de autores llamado Staff di If, empezó a escribir historias de Disney. En 1983, realizó el guion de Il Detective Senza Nome, editado por la revista Orient Express, una historieta con dibujos de Massimo Rotundo que tuvo éxito en Italia y en el extranjero.
Desde 1986 colabora con la editorial Sergio Bonelli Editore, donde desarrolla una prolífica actividad de guionista, escribiendo historias de varios cómics: Dylan Dog, Nick Raider, Martin Mystère, Zona X (serie Robinson Hart), Legs Weaver, Zagor, Dampyr, Saguaro, Le Storie, Tropical Blues, Tex y, sobre todo, Mister No, del cual fue el guionista principal desde 1987 a 1996.
En 1986 también empezó a trabajar para la revista Il Giornalino, con la que colaboró hasta 1990, escribiendo relatos y una serie de ciencia ficción Due cuori e un'astronave, dibujada por Roberto Rinaldi. Además, trabajó para L'Intrepido y  creó Pam & Peter para Comic Art junto a Sergio Zaniboni. En 1990, realizó la serie Corsaro con Attilio Micheluzzi, publicada en la revista L'Eternauta.